# Hirtenberg
Hirtenberg là một thị trấn nằm gần Baden bei Wien trong bang Niederösterreich, ở nước Áo. Đô thị này có diện tích 1,47 km², dân số năm 2001 là 2513 người. Sông Triesting nằm phía ở ranh giới phía nam thị trấn. 

## Các đô thị giáp ranh
Từ đông theo chiều kim đồng hồ:
- Leobersdorf
- Enzesfeld-Lindabrunn
- St. Veit an der Triesting (thuộc Berndorf)